# Maria di Sassonia-Altenburg (duchessa)

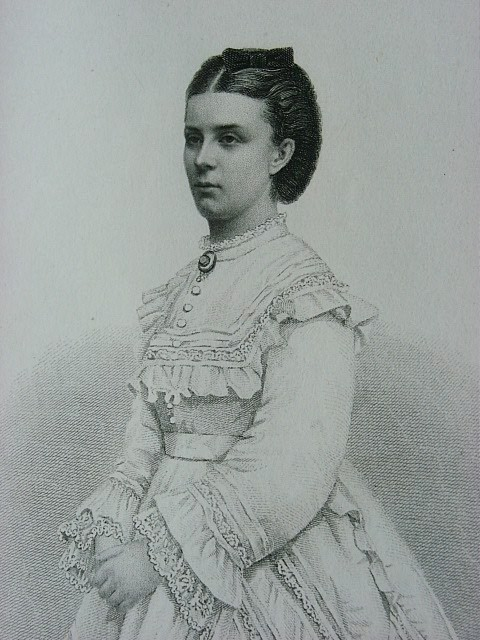
Maria di Sassonia-Altenburg

Maria Federica Leopoldina Georgina Augusta Alessandra Elisabetta Teresa Giuseppina Elena Sofia di Sassonia-Altenburg (in tedesco Marie Friederike Leopoldine Georgine Auguste Alexandra Elisabeth Therese Josephine Helene Sophie; Eisenberg, 2 agosto 1854 – Kamenz, 8 ottobre 1898) era la moglie del reggente del ducato di Braunschweig-Wolfenbuttel, Alberto di Prussia.

## Biografia
Era l'unica figlia del duca Ernesto I di Sassonia-Altenburg, e di sua moglie, la principessa Agnese, figlia del duca Leopoldo IV di Anhalt-Dessau. Poiché suo padre non aveva figli maschi per ereditare il titolo, gli succedette il cugino di Maria, Ernesto.

## Matrimonio
Il 9 aprile 1873 sposò a Berlino il principe Alberto di Prussia (1837-1906). La coppia ricevette in dono, in occasione del matrimonio, il castello di Kamenz, in Slesia, da parte della madre di Alberto, la principessa Marianna. Gli invitati commentarono che la cerimonia era sontuosa, con le guardie del dragone che hanno aperto il corteo ed erano presenti l'imperatore e l'imperatrice.
Ebbero tre figli:
- Federico Enrico (1874-1940);
- Gioacchino Alberto (1876-1939);
- Federico Guglielmo (1880-1925).

## Morte
Nel 1885 Alberto venne nominato reggente del ducato di Braunschweig-Wolfenbuttel, il principato in cui un'omonima di Maria, una cugina del padre, era stata regina fino al 1866. Dopo aver accettato la reggenza, Alberto e Maria risiedevano principalmente a Brunswick, Berlino e Kamenz.
Maria morì l'8 ottobre 1898 nel castello di Kamenz. L'imperatore Guglielmo II e l'imperatrice Augusta Vittoria parteciparono al suo funerale, che si svolse nel castello dove morì.
È sepolta nel mausoleo situato nel parco del castello di Kamenz.

## Ascendenza
|                                    |                               |                                               | Genitori                                         |  |  | Nonni |  |  | Bisnonni                          |  |  | Trisnonni                                           |  |
|                                    |                               |                                               |                                                  |  |  |       |  |  | 8. Federico di Sassonia-Altenburg |  |  | 16. Ernesto Federico III di Sassonia-Hildburghausen |  |
|                                    |                               |                                               |                                                  |  |  |       |  |  | 8. Federico di Sassonia-Altenburg |  |  | 16. Ernesto Federico III di Sassonia-Hildburghausen |  |
|                                    |                               | 17. Ernestina Augusta di Sassonia-Weimar      |                                                  |  |  |       |  |  | 8. Federico di Sassonia-Altenburg |  |  |                                                     |  |
| 4. Giorgio di Sassonia-Altenburg   |                               |                                               |                                                  |  |  |       |  |  | 8. Federico di Sassonia-Altenburg |  |  |                                                     |  |
|                                    |                               | 9. Carlotta di Meclemburgo-Strelitz           | 18. Carlo II di Meclemburgo-Strelitz             |  |  |       |  |  |                                   |  |  |                                                     |  |
|                                    |                               | 9. Carlotta di Meclemburgo-Strelitz           | 18. Carlo II di Meclemburgo-Strelitz             |  |  |       |  |  |                                   |  |  |                                                     |  |
|                                    |                               | 9. Carlotta di Meclemburgo-Strelitz           | 19. Federica d'Assia-Darmstadt                   |  |  |       |  |  |                                   |  |  |                                                     |  |
| 2. Ernesto I di Sassonia-Altenburg |                               | 9. Carlotta di Meclemburgo-Strelitz           |                                                  |  |  |       |  |  |                                   |  |  |                                                     |  |
|                                    |                               | 10. Federico Ludovico di Meclemburgo-Schwerin | 20. Federico Francesco I di Meclemburgo-Schwerin |  |  |       |  |  |                                   |  |  |                                                     |  |
|                                    |                               | 10. Federico Ludovico di Meclemburgo-Schwerin | 20. Federico Francesco I di Meclemburgo-Schwerin |  |  |       |  |  |                                   |  |  |                                                     |  |
|                                    |                               | 10. Federico Ludovico di Meclemburgo-Schwerin | 21. Luisa di Sassonia-Gotha-Altenburg            |  |  |       |  |  |                                   |  |  |                                                     |  |
| 5. Maria di Meclemburgo-Schwerin   |                               | 10. Federico Ludovico di Meclemburgo-Schwerin |                                                  |  |  |       |  |  |                                   |  |  |                                                     |  |
|                                    |                               | 11. Elena Pavlovna Romanova                   | 22. Paolo I di Russia                            |  |  |       |  |  |                                   |  |  |                                                     |  |
|                                    |                               | 11. Elena Pavlovna Romanova                   | 22. Paolo I di Russia                            |  |  |       |  |  |                                   |  |  |                                                     |  |
|                                    |                               | 11. Elena Pavlovna Romanova                   | 23. Sofia Dorotea di Württemberg                 |  |  |       |  |  |                                   |  |  |                                                     |  |
| 1. Maria di Sassonia-Altenburg     |                               | 11. Elena Pavlovna Romanova                   |                                                  |  |  |       |  |  |                                   |  |  |                                                     |  |
|                                    | 12. Federico di Anhalt-Dessau | 24. Leopoldo III di Anhalt-Dessau             |                                                  |  |  |       |  |  |                                   |  |  |                                                     |  |
|                                    | 12. Federico di Anhalt-Dessau | 24. Leopoldo III di Anhalt-Dessau             |                                                  |  |  |       |  |  |                                   |  |  |                                                     |  |
|                                    | 12. Federico di Anhalt-Dessau | 25. Luisa di Brandeburgo-Schwedt              |                                                  |  |  |       |  |  |                                   |  |  |                                                     |  |
| 6. Leopoldo IV di Anhalt-Dessau    | 12. Federico di Anhalt-Dessau |                                               |                                                  |  |  |       |  |  |                                   |  |  |                                                     |  |
|                                    |                               | 13. Amalia d'Assia-Homburg                    | 26. Federico V d'Assia-Homburg                   |  |  |       |  |  |                                   |  |  |                                                     |  |
|                                    |                               | 13. Amalia d'Assia-Homburg                    | 26. Federico V d'Assia-Homburg                   |  |  |       |  |  |                                   |  |  |                                                     |  |
|                                    |                               | 13. Amalia d'Assia-Homburg                    | 27. Carolina d'Assia-Darmstadt                   |  |  |       |  |  |                                   |  |  |                                                     |  |
| 3. Agnese di Anhalt                |                               | 13. Amalia d'Assia-Homburg                    |                                                  |  |  |       |  |  |                                   |  |  |                                                     |  |
|                                    |                               | 14. Luigi di Prussia                          | 28. Federico Guglielmo II di Prussia             |  |  |       |  |  |                                   |  |  |                                                     |  |
|                                    |                               | 14. Luigi di Prussia                          | 28. Federico Guglielmo II di Prussia             |  |  |       |  |  |                                   |  |  |                                                     |  |
|                                    |                               | 14. Luigi di Prussia                          | 29. Federica Luisa d'Assia-Darmstadt             |  |  |       |  |  |                                   |  |  |                                                     |  |
| 7. Federica di Prussia             |                               | 14. Luigi di Prussia                          |                                                  |  |  |       |  |  |                                   |  |  |                                                     |  |
|                                    |                               | 15. Federica di Meclemburgo-Strelitz          | 30. Carlo II di Meclemburgo-Strelitz (= 18)      |  |  |       |  |  |                                   |  |  |                                                     |  |
|                                    |                               | 15. Federica di Meclemburgo-Strelitz          | 30. Carlo II di Meclemburgo-Strelitz (= 18)      |  |  |       |  |  |                                   |  |  |                                                     |  |
|                                    |                               | 15. Federica di Meclemburgo-Strelitz          | 31. Federica d'Assia-Darmstadt (= 19)            |  |  |       |  |  |                                   |  |  |                                                     |  |
|                                    |                               | 15. Federica di Meclemburgo-Strelitz          |                                                  |  |  |       |  |  |                                   |  |  |                                                     |  |